# Mairy-Mainville
Mairy-Mainville település Franciaországban, Meurthe-et-Moselle megyében. Lakosainak száma 555 fő (2022. január 1.). Mairy-Mainville Anderny, Anoux, Mont-Bonvillers, Landres, Norroy-le-Sec és Tucquegnieux községekkel határos.

## Népesség
A település népességének változása:
| Lakosok száma | 573  | 456  | 468  | 536  | 557  | 561  | 566  | 561  | 560  | 555  |
|               | 1968 | 1982 | 1990 | 2006 | 2013 | 2015 | 2017 | 2019 | 2020 | 2022 |